# Phytodietus thompsoni
Phytodietus thompsoni är en stekelart som beskrevs av Dmitriy R. Kasparyan och Ruiz-cancino 2004. Phytodietus thompsoni ingår i släktet Phytodietus och familjen brokparasitsteklar. Inga underarter finns listade i Catalogue of Life.